# 열차 안의 낯선 자들 (영화)
《열차 안의 낯선 자들》(Strangers on a Train)은 1951년 미국에서 만들어진 앨프리드 히치콕 감독의 필름 누아르 범죄 스릴러 영화이다. 1950년 퍼트리샤 하이스미스가 쓴 동명 소설이 원작으로, 추리작가 레이먼드 챈들러가 시나리오 작업에 참여했다. 아카데미상 촬영상에 후보지명되었다.

## 줄거리

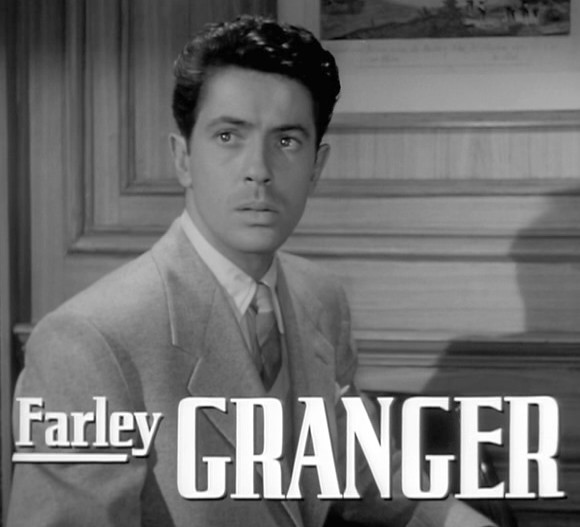
팔리 그레인저

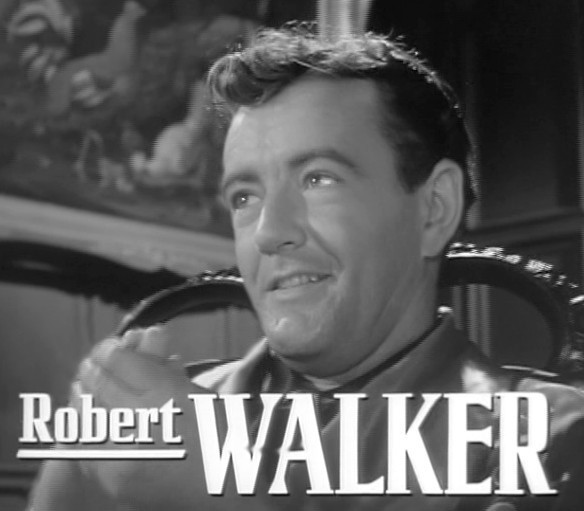
로버트 워커

유명 테니스 선수 가이는 은퇴 후 정계 진출에 대한 야심을 가지고 있었다. 아내 미리엄이 있음에도 상원 의원의 딸 앤과 밀애를 하며 아내 미리엄과 이혼할 궁리만 하던 가이는 어느 날 열차 안에서 브루노 안토니라는 남자를 만나게 된다. 열차 안에서 만났다는 것 외에는 아무런 접점도 없는 이 낯선 남자는 가이가 앤과 결혼하고 싶어하는 걸 이미 알고 있었다. 그는 황당하게도 가이에게 그가 자신의 아버지를 대신 죽여주면 자신도 미리엄을 대신 죽여주겠다는 "교환 살인"을 제안한다. 가이는 그의 제안을 농담이라고 여기고 그 자리를 떠나지만 두 사람 사이에 약속이 성립되었다고 여긴 브루노는 미리엄을 죽이고 만다. 그는 가이의 주변을 맴돌며 그 또한 약속을 지켜 자신의 아버지를 죽일 것을 요구한다.

## 캐스팅
- 팔리 그레인저 : 가이 헤인즈 역
- 로버트 워커 : 브루노 안토니 역
- 레오 G. 캐롤 : 모튼 상원의원 역
- 루스 로만 : 앤 모튼 역
- 퍼트리샤 히치콕 : 바바라 모튼 역
- 케이시 로저스 : 미리엄 역